# 林文鈞
林文鈞（1962年12月2日—），藝名朱永德，臺灣男演員，曾經以改名朱永德為藝名，但是於2020年已用回本名林文鈞。

## 電視劇
| 年份   | 頻道            | 劇名                     | 飾演     |
| 1998年 | 民視            | 《台灣作家劇場》十殿閻君 | 黃律師   |
| 2000年 | 公視            | 《輾轉紅蓮》             | 劉茂林   |
| 2001年 | 三立台灣台      | 《台灣阿誠》             | 朱永德   |
| 2002年 | 三立台灣台      | 《負君千行淚》           | 高萬春   |
| 2002年 | 三立台灣台      | 《台灣霹靂火》           | 李耀威   |
| 2003年 | 三立台灣台      | 《天地有情》             | 陳龍三   |
| 2004年 | 民視            | 《意難忘》               | 宮本醫師 |
| 2005年 | 三立台灣台      | 《台灣龍捲風》           | 李永霖   |
| 2005年 | 三立台灣台      | 《金色摩天輪》           | 黃宗仁   |
| 2006年 | 衛視中文台      | 《驚異傳奇》大衛的劇本   | BOSS     |
| 2006年 | 民視            | 《愛》                   | 王董     |
| 2007年 | 大愛電視台      | 《回甘人生味》           | 柯練     |
| 2007年 | 台視            | 《神機妙算劉伯溫》       | 方玉棠   |
| 2008年 | 民視            | 《濟公》                 | 劉天君   |
| 2008年 | 民視            | 《娘家》                 | 劉治國   |
| 2009年 | 三立台灣台      | 《真情滿天下》           | 周正德   |
| 2009年 | 民視            | 《夜市人生》             | 校長     |
| 2011年 | 中天娛樂台      | 《戀戀阿里山》           | 站長     |
| 2011年 | 民視            | 《父與子》               | 黃董     |
| 2012年 | 三立台灣台      | 《阿爸的願望》           | 趙學仰   |
| 2012年 | 民視            | 《廉政英雄》             | 朱德     |
| 2012年 | 台視            | 《罪美麗》               | 張經理   |
| 2012年 | 大愛電視台      | 《執法金剛》             | 宏哥     |
| 2013年 | 大愛電視台      | 《路長情更長》           | 林乾發   |
| 2013年 | 大愛電視台      | 《心願》                 | 顏文良   |
| 2013年 | 大愛電視台      | 《逆光真愛》             | 蔡南海   |
| 2013年 | 民視            | 《風水世家》             | 羅董     |
| 2013年 | 三立台灣台      | 《天下女人心》           | 鄭思賢   |
| 2014年 | 三立台灣台      | 《世間情》               | 顧永誠   |
| 2014年 | 大愛電視台      | 《果嶺上的九降風》       | 林昭元   |
| 2014年 | 大愛電視台      | 《春泥》                 | 黃元杰   |
| 2014年 | 大愛電視台      | 《阿爸講的話》           | 游老闆   |
| 2014年 | 大愛電視台      | 《他是我兄弟》           | 林允柱   |
| 2015年 | 三立台灣台      | 《甘味人生》             | 劉大衛   |
| 2016年 | 大愛電視台      | 《愛的人生路》           | 簡父     |
| 2016年 | 大愛電視台      | 《歸·娘家》              | 媚文公公 |
| 2016年 | 三立都會台      | 《狼王子》               | 朱醫師   |
| 2016年 | 民視            | 《春花望露》             | 柯議員   |
| 2017年 | TVBS歡樂台      | 《女兵日記》             | 溫馨父   |
| 2017年 | 大愛電視台      | 《奔跑吧！阿飛》         | 陳父     |
| 2017年 | 大愛電視台      | 《幸福之約》             | 紫繁養父 |
| 2017年 | 大愛電視台      | 《清風無痕》             | 張父     |
| 2017年 | 三立台灣台      | 《一家人》               | 何方治   |
| 2017年 | 大愛電視台      | 《竹南往事》             | 吉滄父   |
| 2018年 | 大愛電視台      | 《同學，早安！》         | 黃東連   |
| 2018年 | 華視            | 《重聚》                 | 芳菊父   |
| 2018年 | 大愛電視台      | 《曾經 我們一起12歲》    | 李錦連   |
| 2018年 | 三立台灣台      | 《炮仔聲》               | 王世昌   |
| 2020年 | 大愛電視台      | 《人生算什麼》           | 余忠勳   |
| 2020年 | 東森戲劇台      | 《王牌辯護人》           | 鄭總     |
| 2021年 | 三立台灣台      | 《天之驕女》             | 朱院長   |
| 2021年 | 大愛電視台      | 《阿良的歸白人生》       | 詹大為   |
| 2021年 | 三立台灣台      | 戲說台灣《四鯤鯓風雲》   | 葉壽山   |
| 2021年 | YouTube 公視    | 《國際橋牌社2》          | 陳志堅   |
| 2022年 | 三立台灣台      | 戲說台灣《乞食鬥地主》   | 保生大帝 |
| 2022年 | 三立台灣台      | 戲說台灣《瘟神再世》     | 姜元     |
| 2022年 | 三立台灣台      | 《一家團圓》             | 林聖祺   |
| 2022年 | 華視 公視台語台 | 《婚姻結業式》           | 王主任   |
| 2022年 | 大愛電視台      | 《你好，我是誰？》       | 許教授   |
| 2024年 | 華視            | 《少女八家將》           | 執事     |
| 2024年 | 大愛電視台      | 《你好，我是誰2》        | 許繼峰   |
| 2025年 | 華視 公視台語台 | 《火車來去》             | 方凱     |
| 2025年 | 《天意偵查隊》  |                          |          |
| 2025年 | 大愛電視台      | 《臥龍好歲月》           |          |

## 類戲劇
| 頻道 |                                 | 劇名                            | 飾演     |
| 台視 | 《中國民間故事》 劉伯溫的生與死 | 《中國民間故事》 劉伯溫的生與死 | 宋濂     |
| 台視 | 《中國民間故事》 土地公戲海瑞   | 《中國民間故事》 土地公戲海瑞   | 托塔天王 |
| 台視 | 《中國民間故事》 海瑞罷官       | 《中國民間故事》 海瑞罷官       | 李純陽   |
| 台視 | 《中國民間故事》 降魔真經       | 《中國民間故事》 降魔真經       | 曉月     |
| 台視 | 《中國民間故事》 打貓夫人       | 《中國民間故事》 打貓夫人       | 鐵捕頭   |
| 台視 | 《中國民間故事》 憨女婿拜年     | 《中國民間故事》 憨女婿拜年     | 福神     |
| 台視 | 《中國民間故事》 真情綿綿       | 《中國民間故事》 真情綿綿       | 老差頭   |
| 台視 | 《中國民間故事》 文天祥         | 《中國民間故事》 文天祥         | 忽必烈   |
| 台視 | 《玫瑰瞳鈴眼》 彰化原始女       | 《玫瑰瞳鈴眼》 彰化原始女       | 小麥     |
| 台視 | 《玫瑰曈鈴眼》 靈異追兇路       | 《玫瑰曈鈴眼》 靈異追兇路       | 陳克威   |
| 台視 | 《玫瑰曈鈴眼》 妻子的情人       | 《玫瑰曈鈴眼》 妻子的情人       | 于鎮遠   |
| 台視 | 《玫瑰曈鈴眼》 天搖地動         | 《玫瑰曈鈴眼》 天搖地動         | 四哥     |
| 台視 | 《藍色蜘蛛網》 南港秋娘怨       | 《藍色蜘蛛網》 南港秋娘怨       | 游全忠   |
| 台視 | 《藍色蜘蛛網》 港都紅顏淚       | 《藍色蜘蛛網》 港都紅顏淚       | 鍾梧原   |
| 台視 | 《藍色蜘蛛網》 台北女教主       | 《藍色蜘蛛網》 台北女教主       | 李繼宗   |
| 台視 | 《藍色蜘蛛網》 絕命少婦吟       | 《藍色蜘蛛網》 絕命少婦吟       | 羅春輝   |
| 台視 | 《藍色蜘蛛網》 雲林鴛鴦恨       | 《藍色蜘蛛網》 雲林鴛鴦恨       | 吳順來   |
| 民視 | 《人間劇場-大輪迴》白賊的月娘   | 《人間劇場-大輪迴》白賊的月娘   | 李偉倫   |

## 電影
| 年份 | 片名           | 飾演   | 導演   |
| ---- | -------------- | ------ | ------ |
| 2018 | 親愛的卵男日記 | 方父   | 謝光誠 |
| 2019 | 幻術           | 劉炳偉 | 符昌鋒 |
| 2019 | 祭旗           | 劉一中 | 王重正 |

## 音樂錄影帶
| 年份 | 歌名                    | 歌手   |
| ---- | ----------------------- | ------ |
| 2021 | 八仙過海Won’t be afraid | 林亭翰 |

## 外部連結
- 林文鈞的Facebook專頁